# Италијанска социјалистичка партија
Италијанска социјалистичка партија (итал.: Partito Socialista Italiano, PSI) је бивша политичка партија Италије, члан Социјалистичке интернационале и Партије европског социјализма.

## Историја

### Оснивање и прве године
PSI је основан 1892. под именом Партија италијанских радника. 1895. мења име а након тога отпочиње све интезивнији рад који ће довести већ крајем 1898 до првих репресија од стране полиције.
Међутим од 1907. почињу прве поделе унутар партије између реформиста и максималиста (комунисти). А на конгресу 1910. долази до директног конфликта између Филипа Туратија (реформисти) и Бенита Мусолинија (максималисти). Али ипак Турати је изабран за секретара.
1914. PSI одлучно одбија улазак Италије у Први светски рат и ради тога Мусолини је избачен из партије јер у неслагању са том одлуком, 1921. он ће основати Фашистичку националну партију, која ће 1922. добити власт.

### Фашистички режим
Појава фашиста на политичкој сцени, доводи до дефинитивног расцепа и кризе: 1921. максималистичка струја излази из партије и оснива Комунистичку партију Италије (PCI).
Фашистички режим, 1926. проглашава незаконитост PSI и других антифашистичких покрета у Италији.

### Поново оснивање, Ослободилачки рат и стварање Републике
8 септембра 1943. Краљ Италије Виктор Емануел III и новоименовани премијер Пјетро Бадољо, ће потписат примирје са Савезницима.
Северни и централни део Италије остају под окупацијом Немаца и Италијанске Социјалне Републике, југ ће углавном спада под окриље ослободилачких снага.
Примирје омогућава антифашистима повратак у отаџбину. 22 августа 1943. у Риму вође социјалиста оснивају Социјалистичку партију пролетерског јединства, која 1945. преузима своје старо име.
Пад фашизма и ослобођење доводе до успостављања демократске републике након институционалног референдума, који ће изгасат 54,3% подршке републиканцима, међу којима најактивнији су били баш социјалисти.

### Савез с комунистима
У току рата комунисти и социјалисти, су се били одлучили за заједнички отпор у партизанским бригадама.
Након рата тај савез је довео до ставрања социјал-комунистичке коалиције под именом: Народно-демократски фронт (Fronte Democratico Popolare). Део социјалиста ће одбити тај предлог и тиме 10 августа 1947. ће бити формирана Социјалистичка партија-Италијанска секција Социјалистичке интернационале, касније Италијанска социјалистичко демократска партија.

### Раскид с комунистима иВладе левог центра
Ипак коалиција с комунистима, након пораза на изборима 1948. (где су две партије једва добиле 33,5%) од стране Хришћанске демократије (DC), је ослабила. 
1956, у току Мађарске револуције дошло је до краја Народно-демократског фронта ради подршке коју је Комунистичка партија пружила агресији СССР-а.
1963. PSI улази у коалицију са Хришћанском демократијом. Тзв.Владе левог центра ће бити резултат коалиције тих двих партија и још неколико покрета и трајаће све до краја '80-их година.

### Кракси
На изборима 1976. Социјалистичка партија доживљује јак пораз, заустављајући се на једва 9,95%. Дотадашњи секретар Франческо Ди Мартино, је приморан на оставку, док је за секретара изабран четрдесетогодишњак Бетино Кракси.
Краксијева „аутономистичка“ струја, одлучује дефинитивно одбијање марксизма и мења симбол партије напуштајући срп и чекић и преузимајући амблем португалске револуције 1974. — црвени каранфил.
Идеолошка окретница омогућава пораст консензуса. Кракси одлучује наставак коалиције са Хришћанском демократијом и другим либералним снагама Италије стварајући нову антикомунистичку коалицију „Пентапартије" (Pentapartito).
1983. Кракси постаје премијер а PSI осваја рекордних 14,3% гласова и лидерство у владајућој коалицији.

### Криза,"Танђентополи“ и распуштање (1992—1994)
1992. италијански судија Антонио ди Пиетро, октрива серију илегалних финансирања партија и умешаност Бетина Краксија у тим пословима. Врло брзо скандал смањује углед партије и Кракси бежи у егзил у Тунис где ће 1999. и умрети. На изборима 1994. социјалисти освајају једва 2,0% мало након тога 13. новембра 1994. партија је распуштена.

### Странке наследнице
Директни наследници СПИ су:
- Италијански социјалисти, касније Италијански демократски социјалисти;
- Социјалистичка партија — Социјалдемократија;
- Лабуристичка федерација Италије;
- Демократски савез.

Поред политичких странака наведених, кључни чланови распуштене италијанске Социјалистичке партије такође су каналишу кроз различите искуства у наредне партије:
- Демократе левице, касније Демократска партија;
- Напред Италијо, касније Народ слободе;
- Нова Италијанска социјалистичка партија такође касније у Народу слободе;

2007. године странке наследнице СПИ које се нису каналисале у Демократска партију или у Народ слободе су одлучиле да се уједине и основале су Социјалистичку партију, као идеолошког наследника историјске социјалистичке партије.

## Галерија
- Симбол партије од 1970. до 1978.
- Симбол партије од 1987. до 1991.